# چشمه‌کبود (بخش مرکزی هرسین)
چشمه‌کبود یک روستا در ایران است که بخش مرکزی شهرستان هرسین در استان کرمانشاه واقع شده‌است. چشمه‌کبود ۱٬۵۸۹ نفر جمعیت دارد.

## جمعیت
این روستا در  دهستان چشمه‌کبود قرار دارد و براساس سرشماری مرکز آمار ایران در سال ۱۳۹۵، جمعیت آن ۱۳۶۷ نفر (۳۷۰ خانوار) بوده‌ است.